# Jasenačko polje
Jasenačko polje este o arie protejată (sit de importanță comunitară — SCI) din Croația întinsă pe o suprafață de 312,66 ha, integral pe uscat.

## Localizare
Centrul sitului Jasenačko polje este situat la coordonatele 45°14′45″N 15°02′08″E / 45.24597°N 15.035634°E.

## Înființare
Situl Jasenačko polje a fost declarat sit de importanță comunitară în iulie 2013 pentru a proteja 2 specii de animale.

## Biodiversitate
Situată în ecoregiunea alpină, aria protejată nu include niciun habitat protejat.
La baza desemnării sitului se află mai multe specii protejate:
- amfibieni (1): Triturus carnifex
- nevertebrate (1): fluturele auriu (Euphydryas aurinia)

Pe lângă speciile protejate, pe teritoriul sitului au mai fost identificate 1 specie de pești.